# Fontaine de Notre-Dame de la Porte
La fontaine de Notre-Dame de la Porte est située à Quintin en France.

## Localisation
La fontaine est située sur le territoire de la commune de Quintin, dans le département des Côtes-d'Armor en région Bretagne.

## Description
Fontaine du XVe siècle adossée à un ancien oratoire, vendue comme bien national à la Révolution. Au XVIIIe siècle, la chapelle est allongée en y englobant la fontaine qui, depuis ce temps, se trouve en sous-sol, accessible par un soupirail de cave. Le couronnement a été amputé d'une partie de son gâble au début du XXe siècle, et les sculptures ont été martelées. La partie conservée présente des traces de peinture du XVe siècle entourant la niche de la statue de la Vierge. Tympan décoré d'arcatures rampantes, appuyé sur deux clochetons aux extrémités, et décoré de crochets et d'un fleuron sculptés.

## Historique
La fontaine est classée au titre des monuments historiques par arrêté du 18 mars 1913.

## Galerie

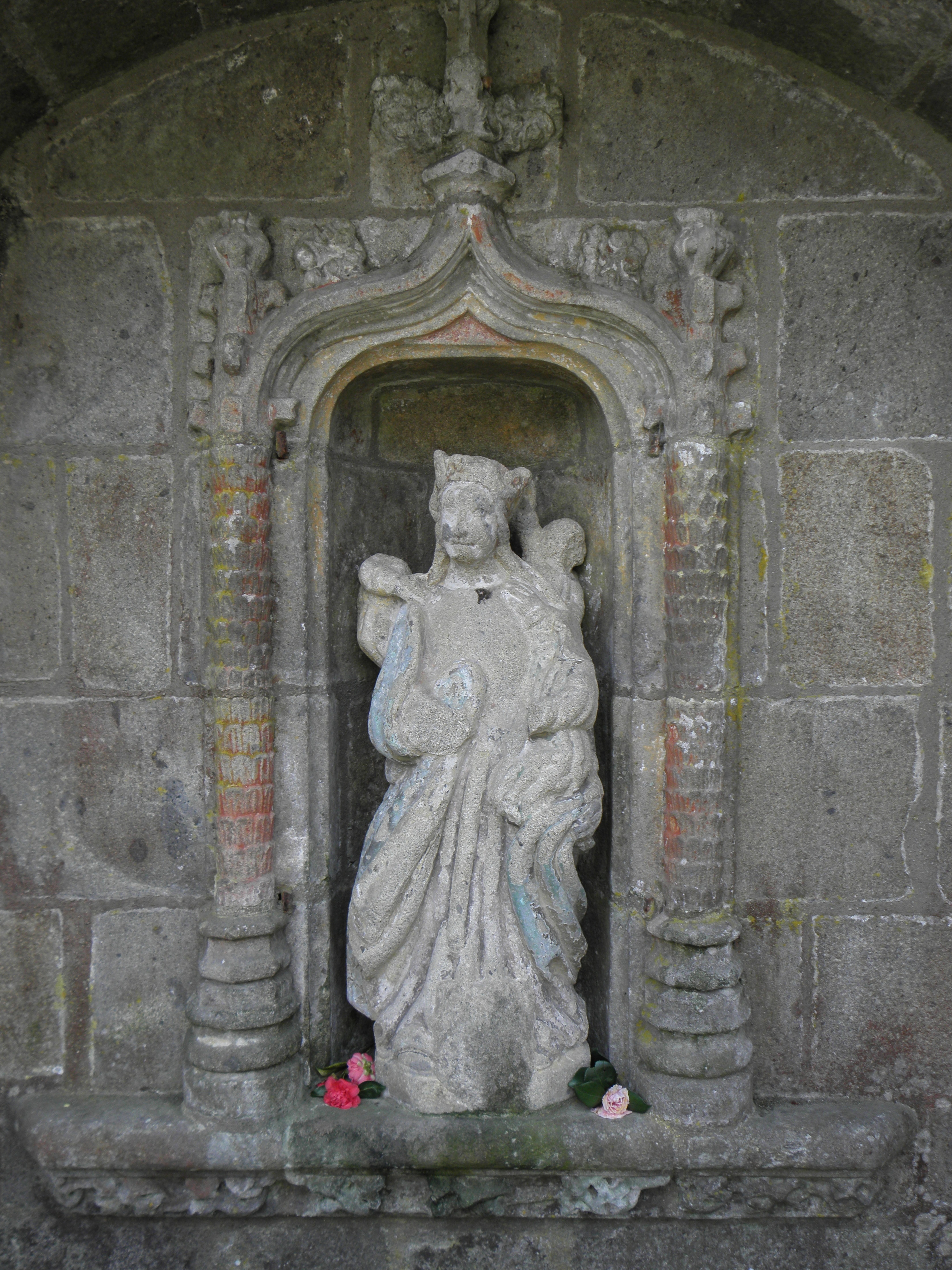
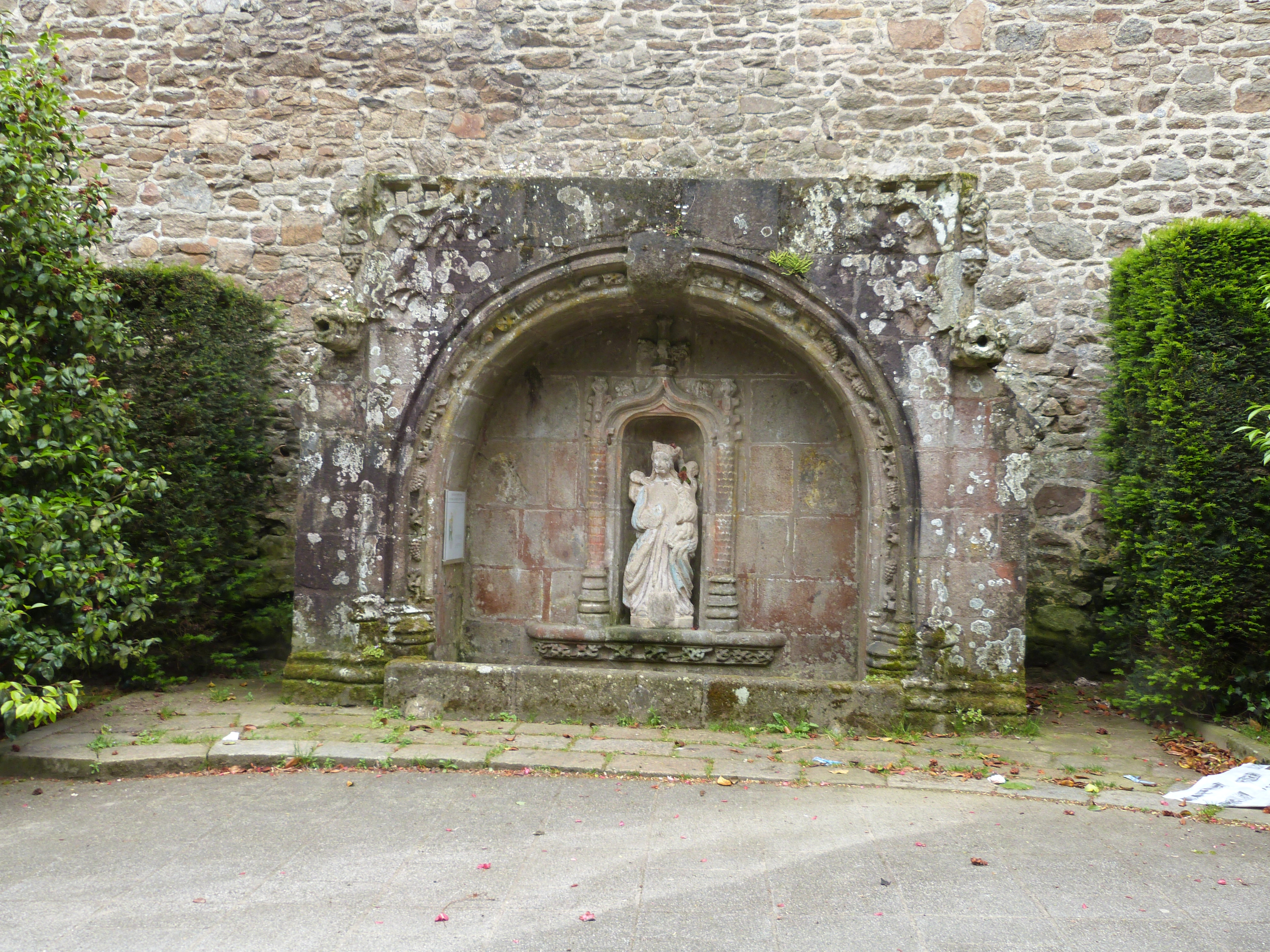
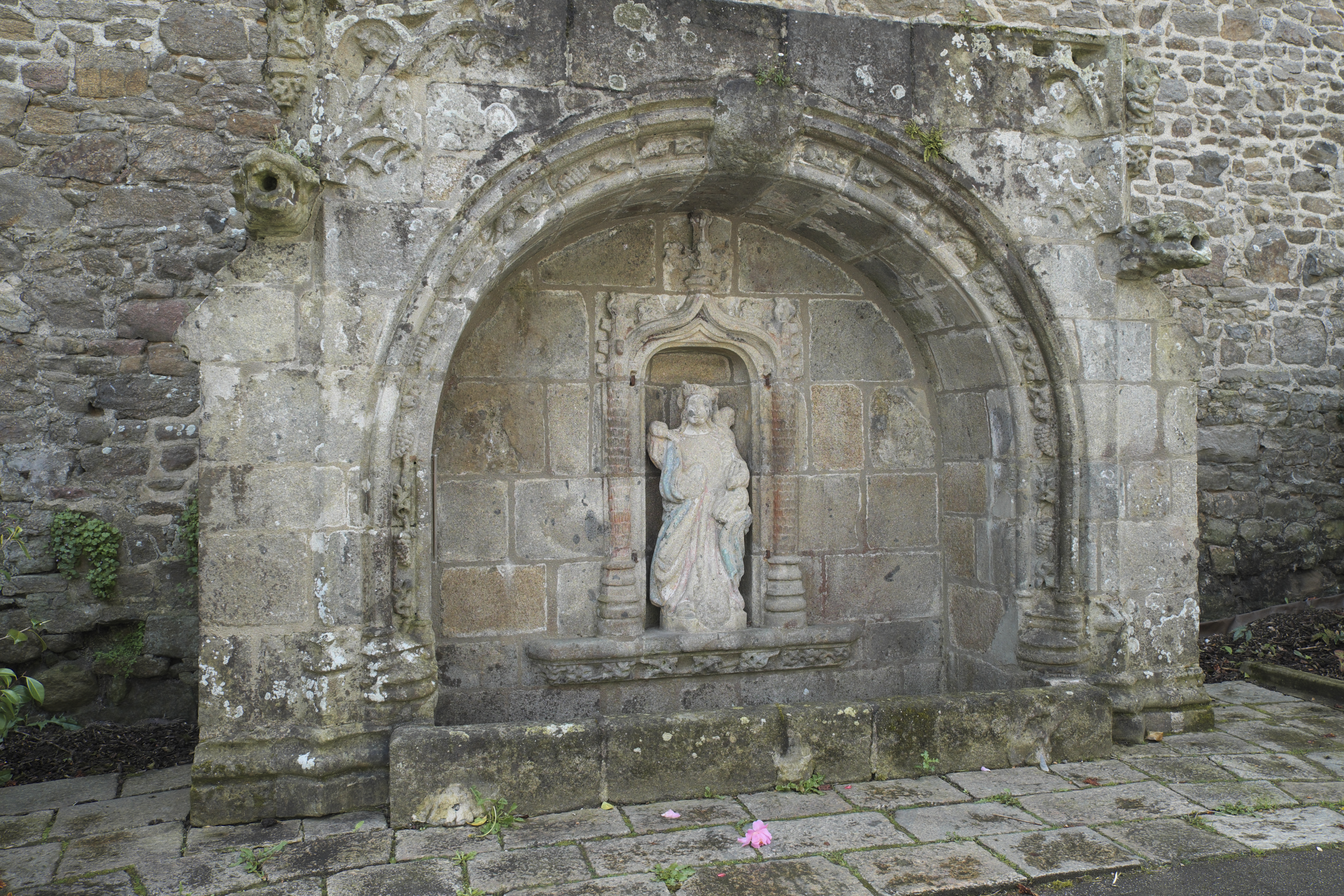